# Ballstraße 9 (Quedlinburg)

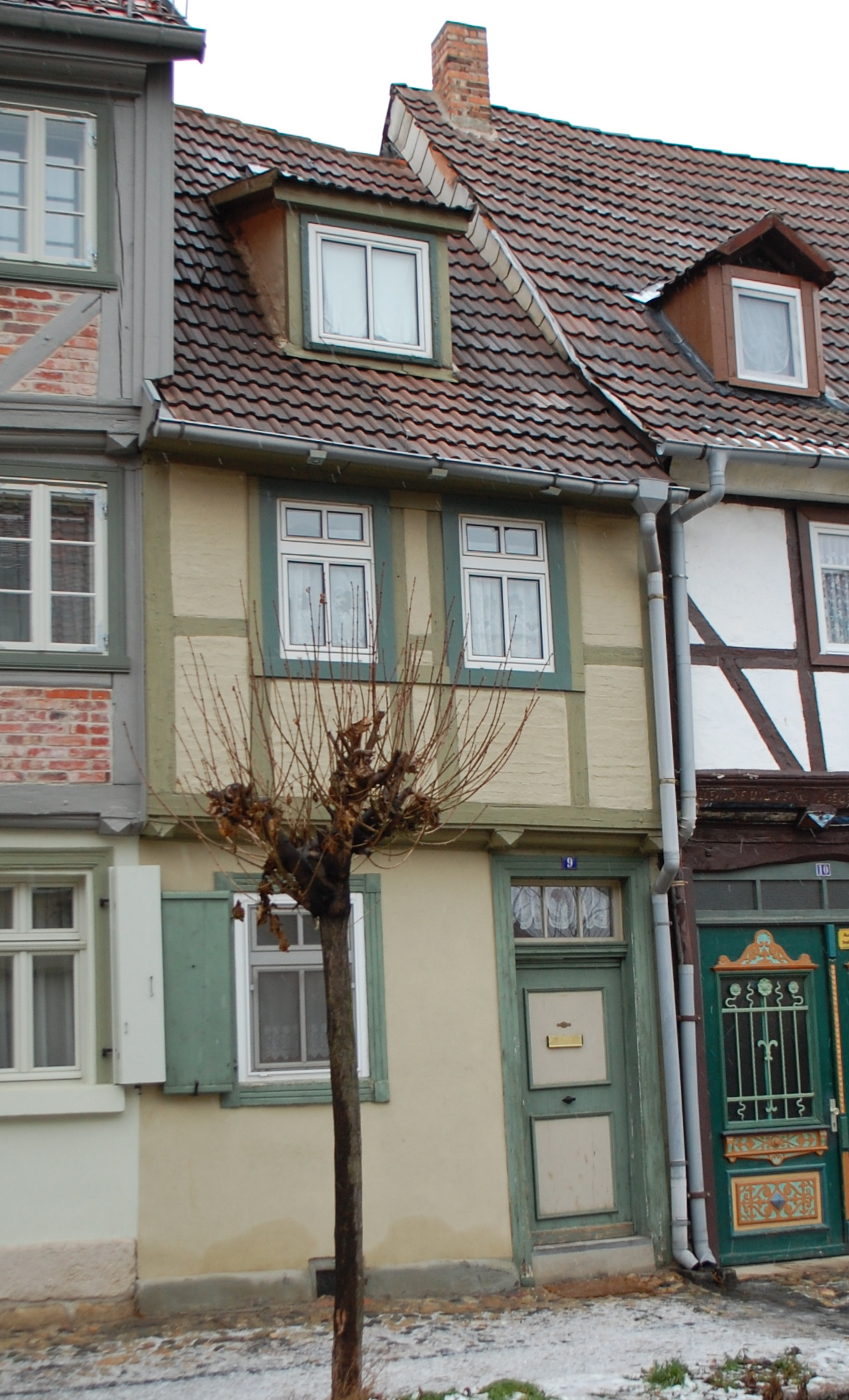
Ballstraße 9

Das Haus Ballstraße 9 ist ein denkmalgeschütztes Gebäude in der Stadt Quedlinburg in Sachsen-Anhalt.

## Lage
Es befindet sich im östlichen Teil der historischen Quedlinburger Neustadt und gehört zum UNESCO-Weltkulturerbe. Direkt südlich grenzt das gleichfalls denkmalgeschützte Haus Ballstraße 8, nördlich das Haus Ballstraße 10 an.

## Architektur und Geschichte
Das kleine zweigeschossige Fachwerkhaus stammt aus der Zeit um das Jahr 1700. Im Quedlinburger Denkmalverzeichnis ist es als Wohnhaus eingetragen. Es ist lediglich vier Gebinde breit und weist an seiner Fassade die typischen Zierformen der Bauzeit auf. So finden sich am Fachwerk Pyramidenbalkenköpfe und profilierte Füllhölzer. In der Zeit des Klassizismus wurde das Untergeschoss umgestaltet. Aus dieser Zeit stammt die Haustür des Gebäudes.